# Кинегильс
Кинегильс (англ. Cynegils; умер в 643) — король Уэссекса (611—643).

## Биография
Кинегильс был сыном умершего в 597 году Кёла. Он взошёл на престол в 611 году. В начале его правления западные саксы занимали земли в верховьях Темзы. Сейчас на этой территории находятся британские графства Уилтшир, Сомерсет, Глостершир, Оксфордшир и Беркшир. Главным городом западных саксов был Дорчестер на Темзе. Хотя историки называют Кинегильса королём Уэссекса, но скорее всего, Уэссекс как единое государство к этому времени ещё не сложился, а представлял собой некий племенной союз. Кинегильс был, возможно, одним из наиболее влиятельных его вождей.
В 614 году войска Кинегильса разбили бриттов, при Бендуне. Бритты в этом сражении потеряли более двух тысяч человек убитыми. Предполагается, что бриттами командовал Клемен ап Бледрик, король Думнонии.
В 628 году произошло сражение Кинегильса с Пендой Мерсийским при Циренкастире. Исход сражения неизвестен. Англосаксонская хроника лишь сообщает, что стороны позже «пришли к соглашению».
Около 626 года Квихельм, сын Кинегильса, подослал к Эдвину, королю Дейры, наёмного убийцу, но преступление было сорвано. В ответ на это Эдвин организовал карательную экспедицию и, вероятно, на некоторое время подчинил себе западных саксов.
В 634 году к западным саксам по поручению римского папы Гонория I явился миссионер Бирин и стал проповедовать христианство. На следующий год Кинегильс крестился. Его крёстным отцом стал Освальд Нортумбрийский. С разрешения Кинегильса Бирин основал в Дорчестере епископскую кафедру и оставался духовным пастырем западных саксов до самой смерти.
О последующих годах правления Кинегильса хроники умалчивают. Похоронен в Уинчестерском соборе.